# Fosas comunes en la Franja de Gaza
En abril de 2024, se descubrieron una serie de fosas comunes en la Franja de Gaza durante la guerra de Gaza. Estas fosas se encontraron en dos grandes hospitales, el Hospital Nasser y el Hospital Al-Shifa, los cuales fueron atacados por las Fuerzas de Defensa de Israel (FDI). También se encontraron tumbas en las localidades de Beit Lahia y en Deir al-Balah. Se han encontrado más de 392 cadáveres al 25 de abril de 2024. Para el 11 de mayo de 2024, el número de cadáveres hallados en las fosas había aumentado hasta los 520.
El descubrimiento de las fosas ha causado preocupación internacional por posibles crímenes de guerra y numerosos organismos internacionales han exigido una investigación internacional, incluso por parte de las Naciones Unidas (ONU). Varios funcionarios de la ONU han citado informes de que una cantidad no especificada de cadáveres encontrados tenían las manos atadas. Por su parte, el Alto Comisionado de Naciones Unidas para los Derechos Humanos, Volker Turk, se mostró «horrorizado»  y reclamó una investigación «independiente, efectiva y transparente». «Dado el clima de impunidad existente, debe incluir investigadores internacionales».
Las FDI dijeron que durante su operación «en el área del Hospital Nasser, de acuerdo con los esfuerzos para localizar rehenes y personas desaparecidas, se examinaron cadáveres enterrados por los palestinos en el área del Hospital Nasser» y que «los cadáveres examinados, que no pertenecían a rehenes israelíes, fueron devueltos a su lugar»

## Antecedentes

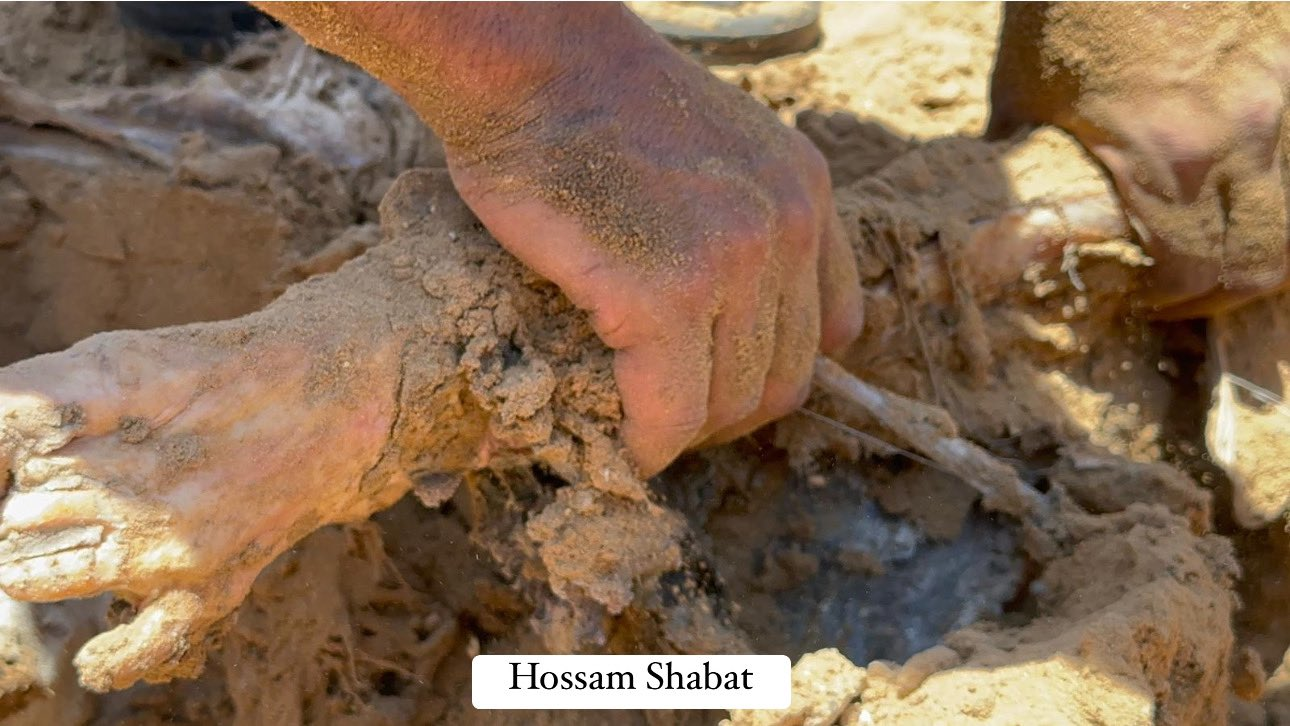
Fosas comunes descubiertas en el campamento de Jabalia, junio de 2024

Desde el inicio de la guerra entre Israel y Gaza, Israel ha atacado, dañado o destruido casi todos los hospitales de la Franja de Gaza. En enero de 2024, el Ministerio de Salud de Gaza dijo que cuarenta cuerpos fueron enterrados dentro del hospital debido al «asedio a los barrios cercanos al Hospital Nasser». Un funcionario del hospital había dicho a los periodistas en enero que el personal del hospital había enterrado alrededor de 150 cadáveres en el patio del hospital.
El hospital fue bombardeado varias veces durante la guerra y recibió una importante cobertura mediática internacional tras la muerte de una niña amputada de 13 años, Donia Abu Mohsen, que había sobrevivido a un ataque aéreo israelí anterior que había matado a toda su familia. Se informó que el hospital Nasser no funcionaba después de una incursión israelí en febrero.
Los soldados israelíes asaltaron el hospital el 15 de febrero de 2024 desde el sur; Según un portavoz del Ministerio de Salud de Gaza, destruyeron tiendas de campaña y demolieron una fosa común.Israel reconoció que exhumó y examinó unos 400 cadáveres en busca de rehenes israelíes. El 7 de marzo, Israel devolvió los cadáveres de 47 personas cuyos cuerpos habían sido desenterrados de la fosa.
Debido a cortes de energía durante el asalto llevado a cabo por los soldados israelíes al hospital, murieron cinco pacientes que se encontraban ingresados en el hospital. El 18 de febrero, la Organización Mundial de la Salud dijo que el hospital ya no podía atender a sus pacientes y que ya no funcionaba. Tedros Adhanom Ghebreyesus atribuyó la incapacidad del hospital para seguir funcionando al asedio y la incursión israelíes.
Antes del asalto israelí del Hospital Nasser, el personal había dicho que se habían visto obligados a enterrar cadáveres en el patio del hospital porque los enfrentamientos cercanos impedían el acceso a los cementerios. Hubo informes similares en el Hospital Al-Shifa antes de que tuviera lugar el primer ataque israelí en noviembre.

## Acusaciones de profanación de tumbas
El portavoz del Ministerio de Salud palestino, Ashraf al-Qadra, afirmó que decenas de cuerpos exhumados de las fosas comunes habían sido decapitados y sus órganos y pieles extraídos de las fosas comunes del Hospital Nasser.
Según los paramédicos y equipos de rescate involucrados en la recuperación de los cuerpos, algunos cadáveres fueron encontrados con las manos atadas, lo que indica una posible ejecución. Otras víctimas fueron encontradas con marcas de bala en la cabeza, lo que levanta sospechas de ejecuciones sumarias. También hay informes de marcas de tortura en los cuerpos.
Según la agencia de noticias Wafa, algunos cadáveres fueron encontrados con indicios de que podrían haber sido sometidos a robo de órganos con el estómago abierto y cosidos, contrariamente a las técnicas habituales de cierre de heridas en la Franja de Gaza. También se encontró el cuerpo mutilado de una niña que vestía una bata quirúrgica, lo que generó sospechas de que había sido enterrada viva.

## Lista de fosas comunes
En enero de 2024, numerosos patios de hospitales se habían convertido en fosas comunes; de acuerdo con Euro-Med Human Rights Monitor para diciembre de 2023 había más de 120 fosas comunes dentro de la franja.

### Complejo Médico Nasser
Las fosas comunes del Hospital Nasser fueron descubiertas el 20 de abril de 2024 por familias palestinas que regresaban a la localidad de Jan Yunis después de la retirada de las fuerzas israelíes tras el asalto del Hospital Nasser, un acontecimiento importante en la actual guerra entre Israel y Gaza.
El jueves 25 de abril, las autoridades gazatíes afirmaron que tras la retirada de las FDI habían encontrado varias fosas comunes en los alrededores del hospital donde los israelíes habían enterrado 392 cadáveres. Mohamed Mughier, miembro de la Defensa Civil, confirmó la presencia de cadáveres de niños en las fosas y habló de «crímenes contra la humanidad». Por su parte, el Alto Comisionado de Naciones Unidas para los Derechos Humanos, Volker Turk, se mostró «horrorizado»  y reclamó una investigación «independiente, efectiva y transparente». «Dado el clima de impunidad existente, debe incluir investigadores internacionales». El Ejército de Israel calificó estas acusaciones de «completamente infundadas».
Hasta el 22 de abril, se habían recuperado 283 cadáveres de una fosa común, mientras que los equipos de rescate informaron que aún quedaban por exhumar dos fosas más. Únicamente se pudieron identificar cuarenta y dos cadáveres debido al avanzado estado de descomposición en que se encontraban los cuerpos. Ravina Shamdasani, portavoz de la Oficina del Alto Comisionado de las Naciones Unidas para los Derechos Humanos, afirmó que «entre los fallecidos había presuntamente personas mayores, mujeres y heridos, mientras que otros fueron encontrados atados por las manos... atados y despojados de sus ropas». Un portavoz de la Defensa Civil Palestina dijo que algunos de los cuerpos encontrados estaban esposados, con disparos en la cabeza o vestían uniformes de detenidos. Mohammed Mughier, miembro de la Defensa Civil Palestina dijo que «Necesitamos un examen forense de aproximadamente veinte cadáveres de personas que creemos que fueron enterradas vivas». La defensa civil palestina dijo que los 283 cadáveres encontrados en la fosa procedían de una zona de enterramiento temporal excavada durante el asedio. Las personas no pudieron acceder a los cementerios en ese momento y enterraron a los muertos en el patio del hospital. El grupo dijo que algunas de las bajas se debieron al asedio y otras al ataque.
El 25 de abril, el periodista palestino Akram al-Satarri informó que hasta ese momento se había recuperado al menos 392 cuerpos que se encontraban «apilados» en tres fosas comunes en los alrededores del hospital. Algunos de los cuerpos mostraban signos evidentes de tortura, mutilación y ejecución sumaria, entre los enterrados en las tumbas había niños y pacientes hospitalizados, algunos de ellos aún con tubos hospitalarios utilizados en quirófanos o salas de recuperación. Se pensaba que las tres fosas comunes contenían un total de unos 700 cadáveres.

### Hospital Al-Shifa
El 14 de noviembre de 2024, funcionarios del hospital Al-Shifa anunciaron que hasta la fecha habían enterrado 179 cadáveres en una fosa común en el patio del hospital. Una semana después, los palestinos enterraron en una fosa común en Jan Yunis decenas de cadáveres no identificados sacados del hospital Al-Shifa y del Hospital Indonesio.
En abril de 2024, trabajadores sanitarios de Gaza exhumaron los primeros cadáveres de fosas comunes en el hospital Al-Shifa de la ciudad de Gaza, donde se encontraron al menos 381 cadáveres tras la retirada de las fuerzas israelíes, tras someter al hospital a un asedio de dos semanas. Muchos cuerpos mostraban signos de traumatismos graves, incluidos aplastamientos o desfiguraciones, en parte como resultado de haber sido arrollados por tanques israelíes. Las tumbas incluían restos enterrados y sobre el suelo, algunos bajo tierra o cubiertos con láminas de plástico.
Anteriormente se habían descubierto fosas comunes en el hospital Al-Shifa después del asedio del hospital a principios de 2024.
En noviembre de 2023, el director del hospital Al-Shifa, Mohammad Abu Salmiya, dijo a la AFP que 179 cuerpos habían sido enterrados en el patio del hospital durante el asedio del Hospital Al-Shifa.
El 8 de mayo, la Oficina de Medios de Gaza declaró que se había encontrado una tercera fosa común en al-Shifa, y que algunos de los cuerpos se habían encontrado sin cabeza, lo que generó preocupación sobre posibles crímenes de guerra. En una declaración, el director del Centro de Operaciones de Emergencia de Gaza dijo: «Los cuerpos que encontramos estaban en las camas de la recepción y del departamento de emergencias, lo que significa que Israel destruyó el departamento sobre las cabezas de los enfermos y heridos y fueron enterrados vivos».

### Beit Lahia
Se ha descubierto una fosa común en los terrenos de una escuela en Beit Lahia, en el norte de la Franja de Gaza. Según los informes, los cadáveres de treinta palestinos fueron encontrados en bolsas para cadáveres, con los ojos vendados y las manos atadas a la espalda. El Club de Prisioneros Palestinos confirmó el descubrimiento e indicó que las víctimas en el momento de su muerte se encontraban detenidas, sugiriendo que fueron ejecutadas en el campo. Se desconocen las identidades de las víctimas, circunstancias y fechas de muerte.

### Otras

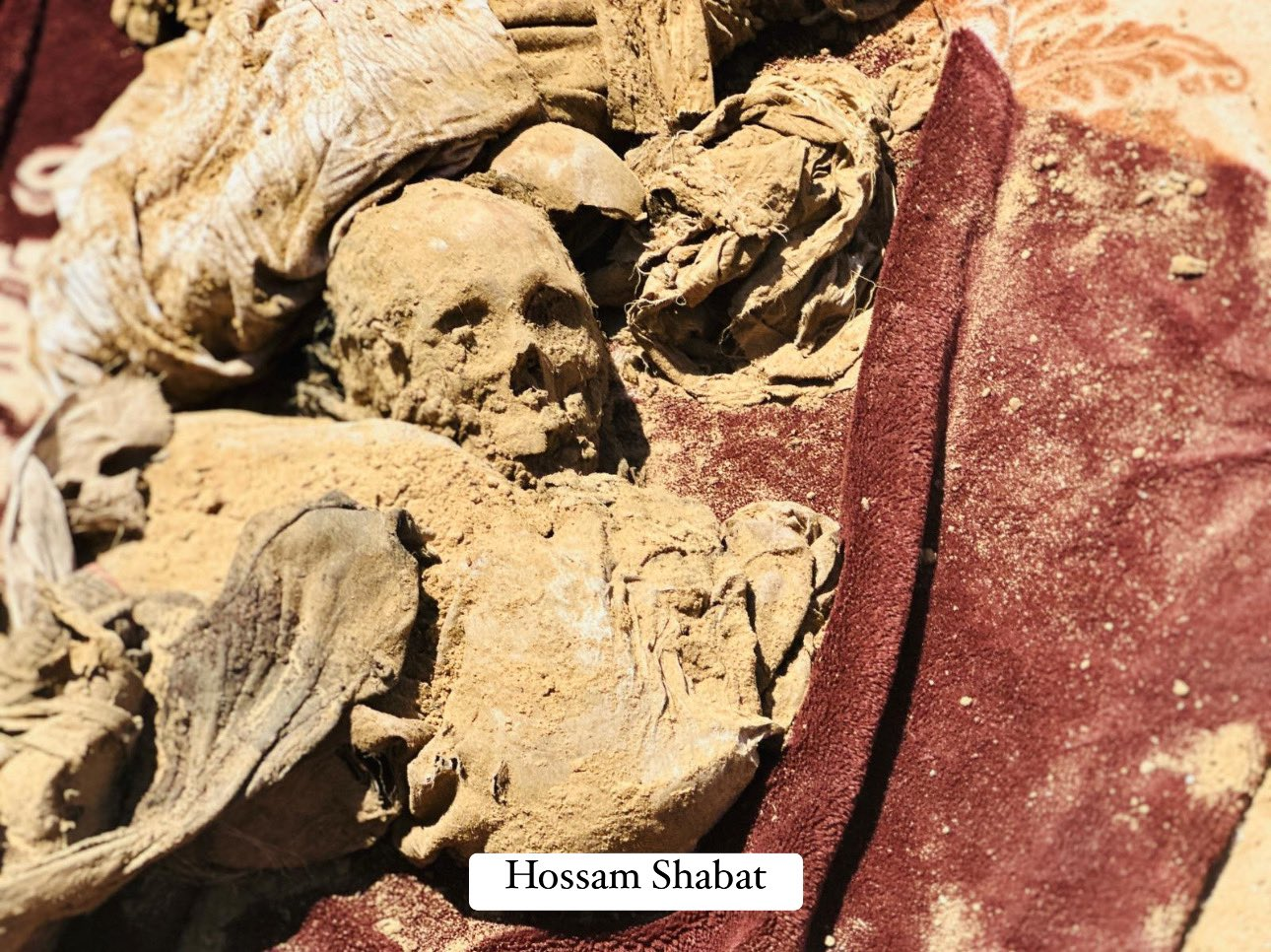
Una de las fosas comunes descubiertas en el campamento de Jabalia después de la retirada de las tropas israelíes

En Deir al-Balah al menos cincuenta personas fueron enterradas en una fosa común. El alcalde declaró: «Enterramos a nuestros muertos en fosas comunes. Nuestras tumbas ya no dan cabida a tantos mártires». Según Jacobin, en el campo de refugiados de Jabalia se descubrieron más de 120 cadáveres en fosas comunes.
El 30 de marzo de 2025 se descubrió otra fosa común enterrada en un montículo de arena en la zona sur de Rafah. Esta fosa contenía los cadáveres de quince paramedidos que habían sido asesinados por las Fuerzas de Defensa de Israel (FDI) ocho días antes. Según funcionarios de las Naciones Unidas, entre los muertos se encontraban ocho trabajadores de la Media Luna Roja, seis miembros de la Defensa Civil Palestina y un miembro de la UNRWA. En Twitter, el jefe de ayuda humanitaria de la ONU, Tom Fletcher, declaró que los trabajadores fueron asesinados por las FDI mientras intentaban salvar a civiles. Jonathan Whitall, funcionario de la OCHA, aseguró que fueron asesinados las FDI «uno a uno» tras llegar al lugar. Un funcionario de la Media Luna Roja declaró que había indicios de que al menos una persona había sido maniatada y luego asesinada, ya que uno de los cadáveres fue encontrado con las manos atadas.

## Solicitudes de investigación
Naciones Unidas pidió «investigaciones claras, transparentes y creíbles sobre las fosas comunes». El Alto Comisionado de las Naciones Unidas para los Derechos Humanos,Volker Turk, destacó que los hospitales tienen derecho a una protección muy especial según el derecho internacional humanitario. También afirmó que el asesinato deliberado de civiles, prisioneros y otras personas consideradas «Hors de combat» (incapaces de participar en el combate) es una «grave violación del derecho internacional de los derechos humanos y del derecho internacional humanitario». Las Naciones Unidas también pidieron la preservación de pruebas forenses de las fosas comunes de Gaza. El jefe de derechos humanos de la ONU, aunque expresó su horror por la destrucción de los hospitales de Nasser y Al-Shifa y los informes sobre fosas comunes, también exigió una investigación independiente sobre los asesinatos.
La Unión Europea también pidió una investigación independiente, afirmando: «Esto es algo que nos obliga a pedir una investigación independiente... porque de hecho crea la impresión de que podrían haberse cometido violaciones de los derechos humanos internacionales».
El Comité Internacional de Rescate (IRC) pidió una investigación internacional e independiente inmediata sobre los informes de fosas comunes. Bob Kitchen, vicepresidente de Emergencias del IRC, expresó su profunda preocupación por los informes y dijo: «Estamos horrorizados por la noticia de que cientos de cuerpos están enterrados en fosas comunes en instalaciones de salud en Gaza. Se alega que algunos de los muertos eran ancianos, mujeres y personas heridas, algunas de las cuales fueron esposadas y desnudadas. Nos hacemos eco del llamamiento del Alto Comisionado de las Naciones Unidas para los Derechos Humanos para que se lleve a cabo una investigación inmediata y totalmente independiente de estos incidentes».
Amnistía Internacional pidió acceso inmediato a la Franja de Gaza para los investigadores de derechos humanos tras el descubrimiento de fosas comunes. Erika Guevara Rosas, directora principal de Amnistía Internacional, destacó la necesidad de preservar estos sitios para pruebas forenses e identificación de restos. Destacó las órdenes de la CIJ para que Israel conserve pruebas para prevenir el genocidio e instó a terceros estados a presionar a Israel para que permita la entrada de investigadores independientes y expertos forenses a Gaza.
La Organización de Cooperación Islámica (OCI) condenó la «masacre continua y trágica» de palestinos por parte de Israel tras el descubrimiento de fosas comunes. La OCI calificó el descubrimiento de la fosa común como «un crimen de guerra, un crimen contra la humanidad y terrorismo de Estado organizado que requiere investigación, rendición de cuentas y sanción según el derecho penal internacional».

## Reacciones

### Israel
Las Fuerzas de Defensa de Israel dijeron que las acusaciones de que habían causado los asesinatos eran «completamente infundadas». Las FDI dijeron que durante su «operación en el área del Hospital Nasser, de acuerdo con los esfuerzos para localizar a rehenes y personas desaparecidas, se examinaron cadáveres enterrados por palestinos en el área del Hospital Nasser». Afirmaron además que «los cadáveres examinados, que no pertenecían a rehenes israelíes, fueron devueltos a su lugar».
Sky News publicó un análisis de imágenes por satélite y publicadas en medios sociales de fosas comunes excavadas por los palestinos durante el asedio de Israel, que luego fueron arrasadas por las FDI.

### Palestina
Hamás criticó a la comunidad internacional por su silencio tras el descubrimiento de fosas comunes en Gaza. Calificaron los hallazgos como evidencia de «fascismo sionista» y crímenes de guerra. También exigió que las instituciones internacionales responsabilicen a Israel.
Funcionarios palestinos pidieron una investigación internacional después de que se encontrara en Gaza una fosa común de personas con los ojos vendados y esposadas. El Ministerio de Asuntos Exteriores palestino pidió una investigación internacional sobre lo que describió como una masacre israelí y exigió que un equipo visite Gaza para conocer «la realidad y el alcance de este genocidio al que está expuesto nuestro pueblo».

### Otros países
- China: el portavoz del Ministerio de Asuntos Exteriores, Lin Jian, afirmó que China estaba «profundamente consternada y condena enérgicamente a los autores de esta atrocidad».[78]

- Egipto: el Ministerio de Asuntos Exteriores dijo que «es triste y vergonzoso que las violaciones del derecho internacional y de los valores humanos continúen de esta manera en el siglo XXI, a la vista y oído de todos los países, las organizaciones internacionales y el Consejo de Seguridad». Egipto también dijo que condenaba las violaciones del derecho internacional, incluidos los ataques contra civiles, personas desplazadas y equipos médicos por parte de las fuerzas israelíes.[79]

- Francia: el Ministerio de Asuntos Exteriores pidió una investigación independiente sobre las fosas comunes descubiertas en Gaza. «Dada la emergencia humanitaria total en Gaza, donde la situación civil es inaceptable desde hace tiempo, Francia pide un alto el fuego inmediato y duradero, lo único que protegerá a la población civil y la afluencia masiva de ayuda humanitaria a través de todos los puntos de acceso a la Franja de Gaza».[80]

- Alemania: solicitó una investigación sobre los informes de los medios sobre el descubrimiento de fosas comunes.[81]

- Irán: el portavoz del Ministerio de Asuntos Exteriores, Nasser Kanani, calificó la masacre de horrorosa y desgarradora. Al enfatizar que el derecho internacional humanitario, particularmente los Convenios de Ginebra de 1949, respaldan a los centros médicos y hospitales, dijo, y agregó que la «evidencia condenatoria muestra que el gobierno israelí y los sionistas son responsables de las atrocidades cometidas en este crimen».[82] El embajador de Irán en Ginebra y representante permanente ante organizaciones internacionales, Ali Bahreini, también pidió el fin inmediato de los crímenes en el enclave de Gaza en respuesta al descubrimiento de las fosas comunes.[83]

- Jordania: el portavoz del Ministerio de Asuntos Exteriores, Sufyan Qadah, reiteró la condena del reino a las acciones y crímenes israelíes, añadiendo que estas acciones no sólo son una violación del derecho internacional y del derecho humanitario, sino también crímenes de guerra.[84]

- Pakistán: se sumó a las Naciones Unidas para exigir una investigación «transparente y creíble» sobre el descubrimiento de fosas comunes en dos importantes hospitales de Gaza. Un portavoz del Ministerio de Asuntos Exteriores dijo: «Debe haber una investigación independiente e imparcial para establecer los hechos, determinar la responsabilidad y castigar a los responsables de crímenes de guerra y crímenes contra la humanidad cometidos en Gaza. Hacemos un llamamiento a la comunidad internacional, en particular a los partidarios de Israel, para que tomen medidas de acción inmediata para poner fin a la guerra contra el pueblo de Gaza, proteger a los civiles y responsabilizar a los perpetradores del genocidio de Gaza».[85]

- Arabia Saudita: el Ministerio de Asuntos Exteriores enfatizó que el hecho de que la comunidad internacional no responsabilice a Israel por sus violaciones del derecho internacional sólo conducirá a más violaciones y a un aumento de las tragedias humanitarias y la destrucción.[86]

- Sudáfrica: el Departamento de Relaciones Internacionales y Cooperación de Sudáfrica (DIRCO) expresó su más profunda preocupación y conmoción por el descubrimiento de la fosa común, describiéndolo como espantoso..[87][88]

- Estados Unidos: el Departamento de  Estado expresó su preocupación por las fosas comunes. El portavoz Matthew Miller dijo que Estados Unidos había preguntando a Israel sobre los informes de las fosas comunes.[89][90] La Casa Blanca también calificó la información sobre las fosas comunes de «profundamente preocupantes».[91]

- Hutíes: tras el descubrimiento de las fosas comunes, los rebeldes hutíes de Yemen instaron a sus fuerzas a intensificar sus operaciones contra buques vinculados con Israel en el mar Rojo, el mar Arábigo y el Océano Índico. El grupo destacó la postura constante del pueblo yemení en apoyo al pueblo palestino y su heroica resistencia en Gaza.[92]